# Кликов В'ячеслав Миколайович
В'ячеслав Миколайович Кликов (рос. Вячеслав Николаевич Клыков; нар. 9 січня 1949, Подольськ, Московська область, РРФСР — пом. 6 березня 2021, Москва, Росія) — радянський та російський футболіст, захисник.

## Життєпис
Народився 9 січня 1949 року у місті Подольськ Московської області. Займатися футболом розпочав у юнацькій команді рідного міста, «Космос». Грав на позиції захисника. 1967 року виступав у класі «Б» за подольське «Торпедо».
У 1968 році перебрався до калінінської «Волги», де протягом трьох сезонів був гравцем основного складу, провів 68 матчів у другій групі класу «А» і 41 матч у класі «Б».
1971 року перебрався до московського «Локомотиву», який на той час грав у першій лізі. Зіграв 42 матчі й допоміг залізничникам вийти у вищу лігу. У 1972 році брав участь у 28 поєдинках вищого дивізіону. Після вильоту у першу лігу у сезоні 1973 року провів 35 матчів, відзначився 4-ма голами. Протягом трьох років був капітаном «Локомотива».
З 1974 грав у другій лізі за смоленську «Іскру». У сезоні 1976 року частину сезону провів у владимирському «Торпедо», зіграв 15 матчів, відзначився 1-м голом. 
Три останні сезони провів у першій лізі: у 1978 році зіграв 24 матчі за кемеровський «Кузбас», у 1979—1980 роках провів 67 матчів в одеському СКА.
У 1981—1990 роках захищав у чемпіонаті Москви кольори МЕЛЗа, у 1991—1992 роках — за «Салют».
У 1969 році виступав за молодіжну збірну СРСР, провів щонайменше 2 матчі. Також грав за збірну РРФСР.
Майстер спорту СРСР.
Помер 6 березня 2021 року у Москві.